# Doydirhynchini
Doydirhynchini – plemię chrząszczy z rodziny ryjoszowatych i podrodziny Cimberindinae.
Chrząszcze te odróżniają się od przedstawicieli plemienia Cimberidini skierowaniem żuwaczek skośnie ku dołowi, osadzeniem czułków w środkowej lub nasadowej części ryjka oraz szerokimi epipleurami pokryw.
Takson ten obejmuje 5 opisanych gatunków, zgrupowanych w 2 rodzajach:
- Doydirhynchus Dejean, 1821
- Lecontellus Kuschel, 1989

Przedstawiciele rodzaju Lecontellus zamieszkują Amerykę Północną, a rodzaju Doydirhynchus Palearktykę, przy czym w Polsce występuje tylko Doydirhynchus austriacus.